# باول فورنير
باول فورنير (بالفرنسية: Paul Fournier)‏ هو مؤرخ ومدرس فرنسي، ولد في 26 نوفمبر 1853 في كاليه في فرنسا، وتوفي في 14 مايو 1935 في باريس في فرنسا.